# Campionato del mondo di scacchi FIDE 2005
Il campionato del mondo di scacchi FIDE 2005 ha avuto luogo a San Luis, in Argentina, dal 27 settembre al 16 ottobre 2005. 

## Preparativi
In seguito alle critiche ricevute dalla FIDE per l'utilizzo della formula di Knock-Out ad eliminazione diretta con partite rapide, questa decise di cambiare formula optando per un girone all'italiana con gare di andata e ritorno a colori invertiti.
Inizialmente la partecipazione di Kramnik al torneo consentì agli organizzatori di stabilire che il vincitore sarebbe stato il Campione del mondo assoluto di scacchi, riunificando i titoli dopo la scissione di Kasparov del 1993. In seguito alla rinuncia di Kramnik il torneo venne ribattezzato Campionato del mondo di scacchi FIDE 2005.

## Giocatori
I giocatori invitati furono:
- Il campione del mondo FIDE: Rustam Qosimjonov
- Il finalista del torneo mondiale del 2004: Michael Adams
- Il campione del mondo PCA: Vladimir Kramnik
- L'ultimo sfidante al titolo mondiale PCA: Péter Lékó
- I primi 4 giocatori della classifica Elo (esclusi i precedenti giocatori): Garri Kasparov, Viswanathan Anand, Veselin Topalov e Aleksandr Morozevič.

Tuttavia Kasparov annunciò il suo ritiro dal mondo degli scacchi poco prima dell'inizio del torneo e Kramnik scelse di non partecipare, furono quindi invitati in sostituzione i due giocatori con il punteggio Elo più alto tra i non partecipanti.
- In sostituzione di Kramnik: Pëtr Svidler
- In sostituzione di Kasparov: Judit Polgár

## Risultati e classifica
La classifica finale:
| Pos. | Nome                | Nazione     | Elo  | Diff. | 1   | 2   | 3   | 4   | 5   | 6   | 7   | 8   | Punteggio |
| ---- | ------------------- | ----------- | ---- | ----- | --- | --- | --- | --- | --- | --- | --- | --- | --------- |
| 1    | Veselin Topalov     | Bulgaria    | 2788 | +102  | - - | ½ ½ | 1 ½ | 1 ½ | 1 ½ | 1 ½ | 1 ½ | 1 ½ | 10        |
| 2    | Viswanathan Anand   | India       | 2788 | +19   | ½ ½ | - - | ½ ½ | 0 ½ | ½ 1 | 0 1 | 1 ½ | 1 1 | 8,5       |
| 3    | Pëtr Svidler        | Russia      | 2738 | +76   | 0 ½ | ½ ½ | - - | 1 1 | 1 ½ | ½ ½ | ½ ½ | 1 ½ | 8,5       |
| 4    | Aleksandr Morozevič | Russia      | 2707 | +36   | 0 ½ | 1 ½ | 0 0 | - - | ½ 1 | ½ 1 | ½ ½ | ½ ½ | 7         |
| 5    | Péter Lékó          | Ungheria    | 2763 | -52   | 0 ½ | ½ 0 | 0 ½ | ½ 0 | - - | ½ 1 | 1 ½ | 1 ½ | 6,5       |
| 6    | Rustam Qosimjonov   | Uzbekistan  | 2670 | +2    | 0 ½ | 1 0 | ½ ½ | ½ 0 | ½ 0 | - - | ½ ½ | 0 1 | 5,5       |
| 7    | Michael Adams       | Inghilterra | 2719 | -53   | 0 ½ | 0 ½ | ½ ½ | ½ ½ | 0 ½ | ½ ½ | - - | ½ ½ | 5,5       |
| 8    | Judit Polgár        | Ungheria    | 2735 | -125  | 0 ½ | 0 0 | 0 ½ | ½ ½ | 0 ½ | 1 0 | ½ ½ | - - | 4,5       |

A parità di punti i giocatori vengono ordinati secondo:
- I punteggi negli scontri diretti
- Il numero totale di vittorie